# Irradianza
L'irradianza o illuminanza è il flusso della radiazione elettromagnetica, ovvero la densità di corrente termica trasmessa per irraggiamento. Si misura in W/m2.
L'irradianza di una onda luminosa monocromatica nella materia rispetto al suo campo elettrico è data da

{\displaystyle I\approx {\frac {c\,n\,\epsilon _{0}}{2}}|E|^{2},}
dove:
- {\displaystyle E} è l'ampiezza complessa del campo elettrico dell'onda;
- {\displaystyle n} è l'indice di rifrazione del mezzo;
- {\displaystyle c} è la velocità della luce nel vuoto;
- {\displaystyle \epsilon _{0}} è la costante dielettrica del vuoto.

Questa formula assume che la suscettività magnetica sia trascurabile.